# Schlossportal in der Schlossgasse

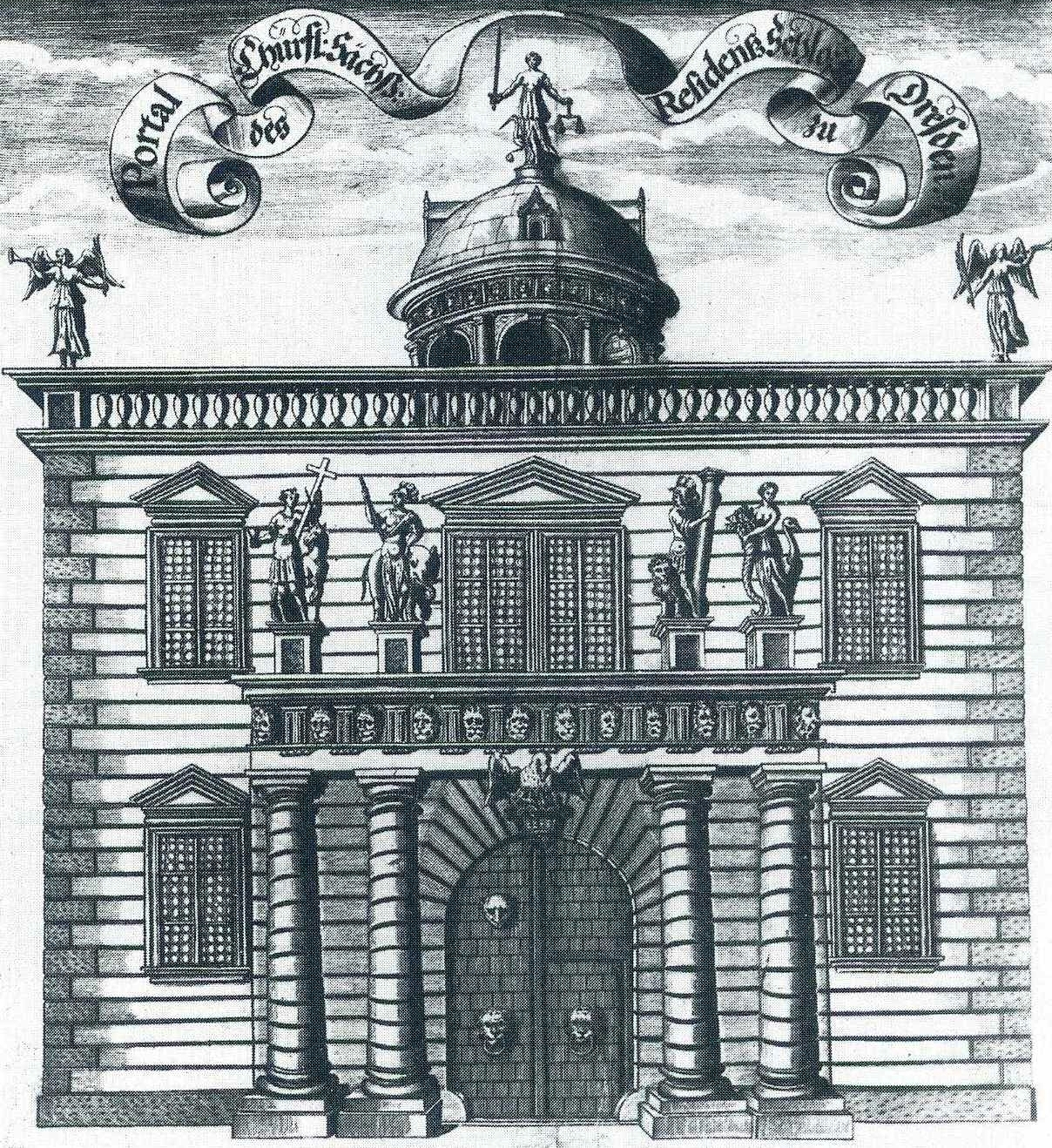
Portal im 17. Jahrhundert

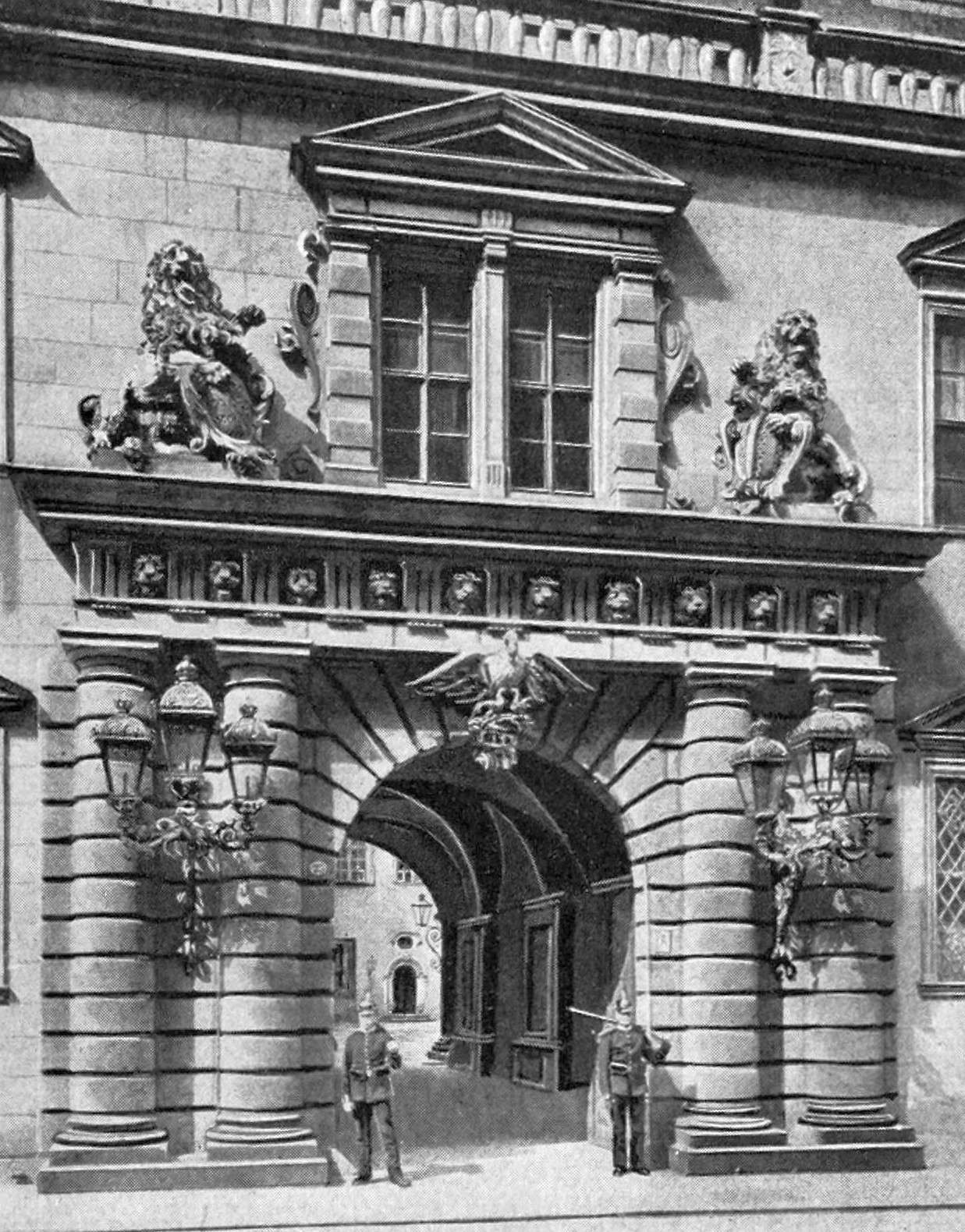
Ansicht Anfang des 20. Jahrhunderts

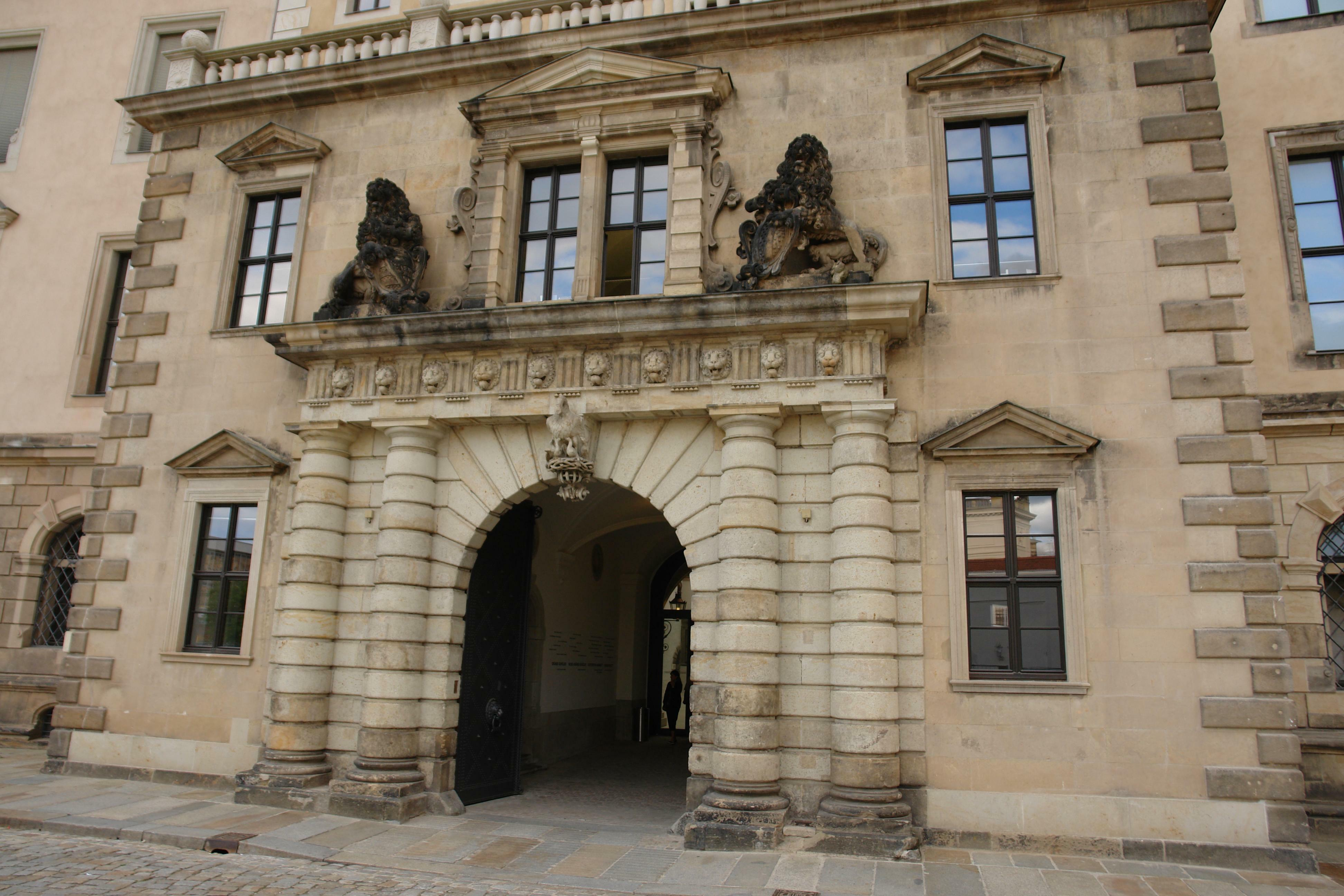
Portal heute

Das Schlossportal in der Schlossgasse in Dresden ist ein Portal am Dresdner Residenzschloss und befindet sich an der heutigen Schloßstraße.

## Beschreibung
Unter Kurfürst Christian I. wurde ein neuer Zugang an der Elbgasse zum Schloss angelegt. Die manieristische Bauplastik wurde von Andreas Walther III an das von Paul Buchner 1589 errichtete Portal angebracht. Der zweigeschossige Portalvorbau zeigt eine kräftige Rustika, wobei je zwei dorische Halbsäulen das Tor zu beiden Seiten flankieren. Die vier Säulen tragen einen Architrav, der mit Triglyphen und Löwenköpfen in den Metopen geschmückt ist. Das Tor zeigt im Schlussstein des Torbogens einen Pelikan. Auf dem Architrav wurden vier Statuen aufgestellt, die auf Postamenten ruhen. Diese stellten Glauben, Großmütigkeit, Stärke und Dankbarkeit dar. Auf dem Portalvorbau wurde ein Kuppelaufbau errichtet, der auf acht dorischen Halbsäulen ruhte. Gekrönt wurde der Kuppelaufbau von der Justitia. Im Jahr 1753 wurden die Statuen auf dem Architrav und der Kuppelaufbau mit der Justitia entfernt.

## Schlussstein am Tor mit Pelikan
Als der Kleine Schlosshof zwischen 2008 und 2010 zum zentralen Besucherfoyer umgestaltet wurde, wurden auch die Steine am Eingangsbereich an der Schloßstraße konserviert, wobei trotz der Zerstörung des Portals im Zweiten Weltkrieg mit Ausnahme der Pelikanflügel sämtliche Teile und Figuren vorhanden waren. Die Ergänzung erfolgte durch eine Rekonstruktion bis 2014. Die helle Färbung der Flügel, gefertigt aus Cottaer Sandstein ist beabsichtigt, da sich auch früher die Figurengruppe vom Hintergrund abgesetzt habe.
Nach der Ikonographie nährt der Pelikan seine Jungen mit seinem Blut aus der eigenen Brust und steht hier als Sinnbild aufopfernder Fürsorge – die plastische Geste gilt als wichtiges Symbol für das Verhältnis des Kurfürsten zum sächsischen Volk.

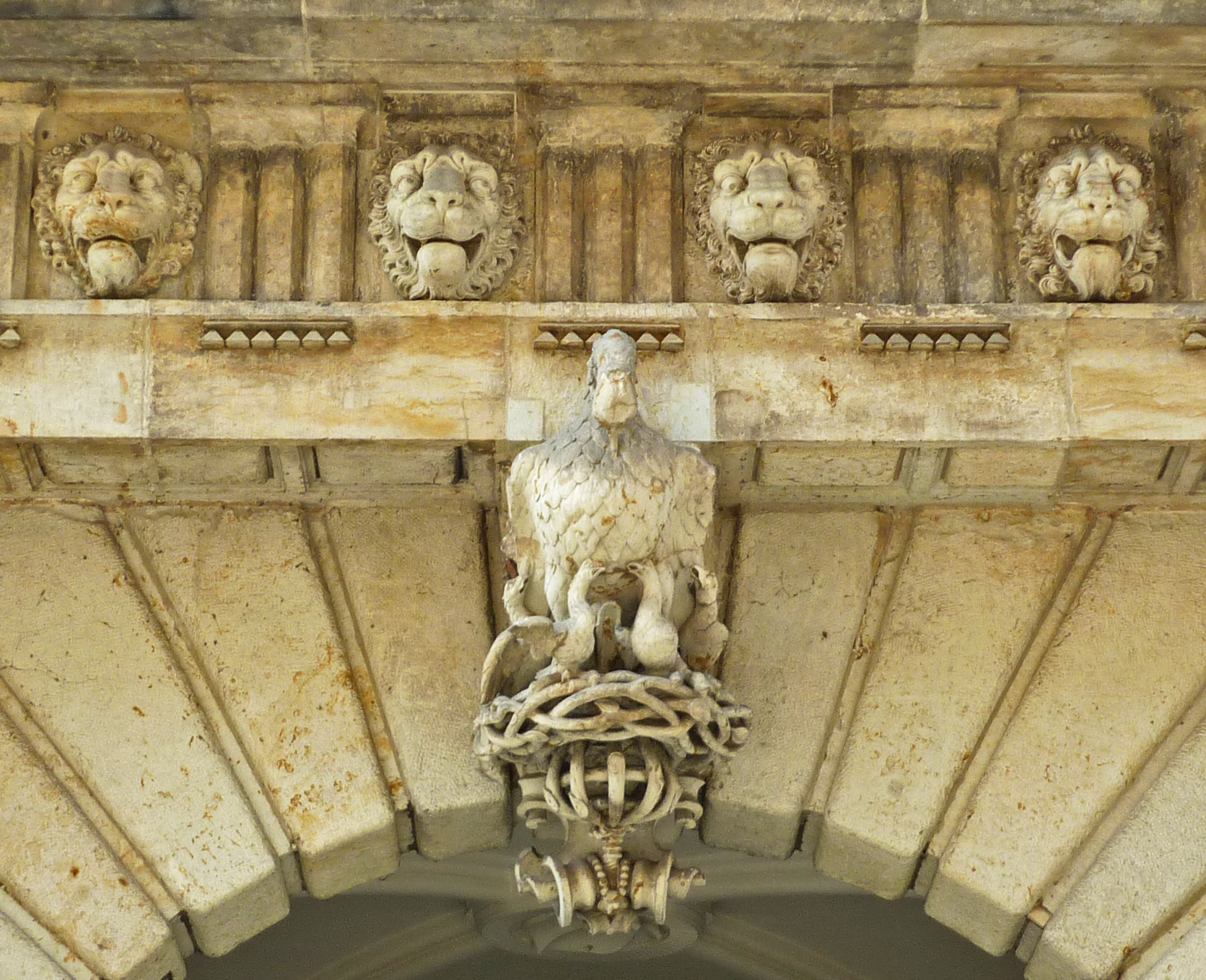
Der Pelikan noch ohne Flügel
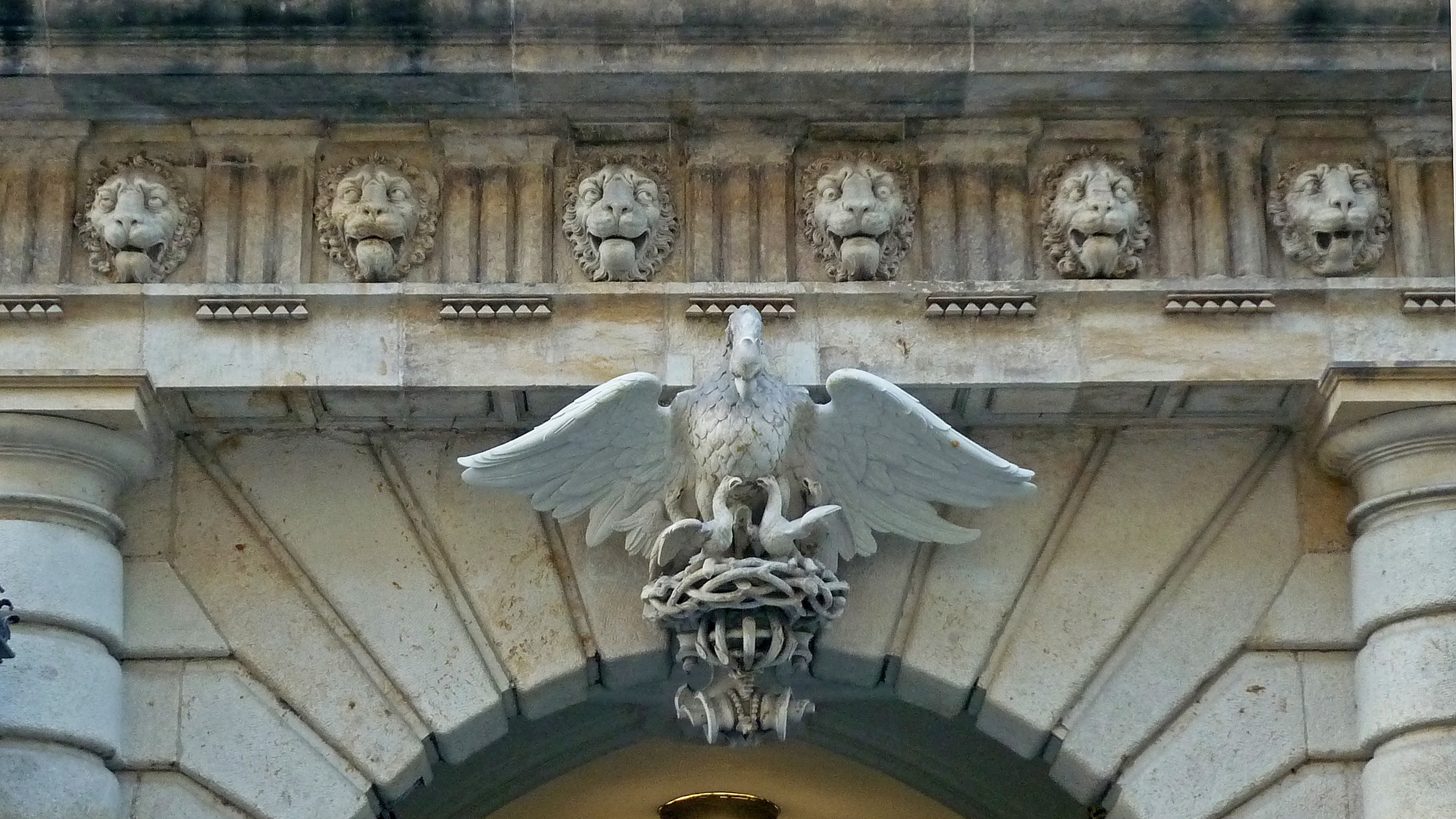
Der Pelikan mit „neuen“ Flügeln, ab Oktober 2015